# Лукофф, Герман
Герман Лукофф (англ. Herman Lukoff; 2 мая 1923 — 24 сентября 1979) — пионер компьютеростроения и член организации IEEE.

## Биография
Лукофф родился в г. Филадельфия (шт. Пеннсильвания, США) в семье Аарона и Анны (по матери Шлемовиц Slemovitz) Лукофф. Он окончил Электротехническую школу Мура Пенсильванского Университета в 1943 году. Учась в Школе Мура, он участвовал в создании первых компьютеров — ЭНИАК и EDVAC. После окончания Школы он последовал за создателями ЭНИАКа Преспером Экертом и Джоном Мокли и присоединился к их только что созданной компании Electronic Control Company, которая позднее была переименована в Eckert-Mauchly Computer Corporation, в 1950 году стала частью компании Remington Rand, а в 1955 году — корпорации Sperry Corporation. Лукофф помогал Экерту и Мокли в работе над их первым коммерческим компьютером UNIVAC. Под его непосредственным руководством с 1955 по 1960 года создавался суперкомпьютер UNIVAC LARC.
Проработал в компании до самой своей смерти.
Лукофф умер от лейкемии 24 сентября 1979 года в г. Форт Вашингтон (шт. Пеннсильвания, США). Он был женат на Ширли Рознер Лукофф, и имел трех сыновей — Артура, Барри и Эндрю — и дочь — Кэрол.
Лукофф издал мемуары под названием From Dits to Bits… о своей работе в компании UNIVAC, в которой из первых рук описывает события, связанные с зарождением компьютерной индустрии.

## Награды
- Премия Уоллеса Макдауэлла (1969)